# Intervenire a ogni costo?
Intervenire ad ogni costo? Negoziati umanitari. L'esperienza di Medici senza frontiere è un libro edito da Cooper edizioni a cura di Claire Magone, Michaël Neuman e Fabrice Weissman Cooper.
La pubblicazione ripercorre l'evolversi delle ambizioni di MSF, gli ostacoli incontrati e le manovre politiche che hanno o non hanno permesso di superarli e intende contribuire al dibattito sulle pratiche e gli obiettivi dell'azione umanitaria contemporanea. Contestando l'idea di una contrazione dello spazio umanitario, dimostra che la libertà di azione delle ONG è frutto talvolta di un compromesso tra i loro interessi e gli interessi del “potere” locale. Nel corso di questi negoziati, gli obiettivi umanitari possono stravolgersi fino a diventare irriconoscibili. Da qui la domanda di fondo di quest'opera: è possibile parlare di un “compromesso accettabile”?

## Alcuni dati
Nel 2010,  MSF ha curato più di 7.500.000 di persone, effettuato più di 58.000 interventi chirurgici, assistito 10.000 donne vittime di violenza sessuale, aiutato a nascere più di 150.000 bambini e vaccinato oltre 1.300.000 di persone contro la meningite. MSF offre le sue cure in maniera totalmente gratuita. Può intervenire in modo rapido, efficace e indipendente grazie ai suoi sostenitori che permettono di operare dove il suo intervento è più urgente e indispensabile. L'87% dei fondi con i quali finanzia i suoi progetti provengono da donatori privati e aziende e questo garantisce a MSF la massima indipendenza da ogni potere politico o economico.
3.000 operatori internazionali, tra cui 338 italiani, e circa 25.000 operatori locali lavorano negli angoli più remoti degli oltre 60 paesi in cui MSF opera, intervenendo in tutti gli scenari di crisi, senza discriminazione di etnia, religione, ideologia politica.

## Citazioni
- "La libertà di azione di MSF non si basa su uno spazio di sovranità giuridico-morale di cui occorrerebbe proclamare l'esistenza per ottenerne il riconoscimento."

- "È quando MSF trova motivi di intervento in ordini di giustificazioni (pace, stabilità, giustizia, crescita, ecc.) diversi dal suo che corre il rischio di trasformare un compromesso onesto in compromissione."

- "Così come il terremoto in Pakistan mette in evidenza l'esistenza di una politica della catastrofe, si può anche parlare di diplomazia della catastrofe, nel senso che il momento particolare dell'emergenza permette agli Stati di manifestare scelte strategiche con poca spesa."

- "Gli oggetti del negoziato non hanno un cursore incorporato che permetta di trovare una linea rossa da non superare, ma possiedono delle dinamiche che richiedono una capacità di revoca dei compromessi, accettabili solo perché temporanei."

## Recensioni
(David Keen, Professor of Conflict Studies, London School of Economics and Political Science)
(Repubblica - http://www.repubblica.it/solidarieta/2011/11/24/news/convegno_medici_senza_frontiere-25521669/)
(Mark Duffield - Professore di Politiche dello Sviluppo e Direttore del Global Insecurities Centre, Università di Bristol)
(Peter Gill - Giornalista e autore di "Famine and Foreigners: Ethiopia since Live Aid")
(Dr Hugo Slim, Oxford Institute of Ethics, Law and Armed Conflict, University of Oxford)
(Dr. Peter Walker, Direttore del Feinstein International Center, Tufts University)